# 中生新千本
中生新千本（なかてしんせんぼん）は、1950年（昭和25年）に愛知県で育成されたイネ（稲）の品種。「隼」を花粉親、「農林22号」を種子親とする交配によって育成された。それまで普及していた「中生千本」の代替品種となる新しい中生で穂数の多い品種の意味で命名された。
熟期は中生で、多収。短稈で耐倒伏性は強。ただし、腹白や乳白粒が発生しやすい。昭和40年代に近畿地方から中国地方にかけて普及したが、早生品種を求める傾向などから減少している。兵庫県・岡山県から広島県・山口県にまたがって生産されている。
千粒重は22.9g。適度な甘みと粘りがあり、そのまま食しても良食味。心白はほとんど出ないものの、タンパク質含量が低いことから酒米として利用されることも多い。

## 関連品種

### 子品種
- 「千本錦」（「山田錦」を花粉親・本品種を種子親として交配）[3]

### 孫品種
- 「土佐錦」（本品種を花粉親・「幸風」を種子親として交配した「中国55号」を種子親、「中系419」を花粉親として交配）[4]